# Pittsburg (Illinois)
Pittsburg is een plaats (village) in de Amerikaanse staat Illinois, en valt bestuurlijk gezien onder Williamson County.

## Demografie
Bij de volkstelling in 2000 werd het aantal inwoners vastgesteld op 575. In 2006 is het aantal inwoners door het United States Census Bureau geschat op 580, een stijging van 5 (0,9%).

## Geografie
Volgens het United States Census Bureau beslaat de plaats een oppervlakte van 5,5 km², waarvan 5,4 km² land en 0,1 km² water. Pittsburg ligt op ongeveer 142 m boven zeeniveau.

## Plaatsen in de nabije omgeving
De onderstaande figuur toont nabijgelegen plaatsen in een straal van 16 km rond Pittsburg.